# Université de Garissa
L'université de Garissa (en anglais : Garissa University College) est une université publique située à Garissa, au Kenya.
Fondée en 2011 en lien avec l'université Moi, elle est la cible d'une attaque meurtrière perpétrée le 2 avril 2015 par le groupe islamiste somalien Al-Shabbaab.